# Francisco Pinto da Cunha Leal

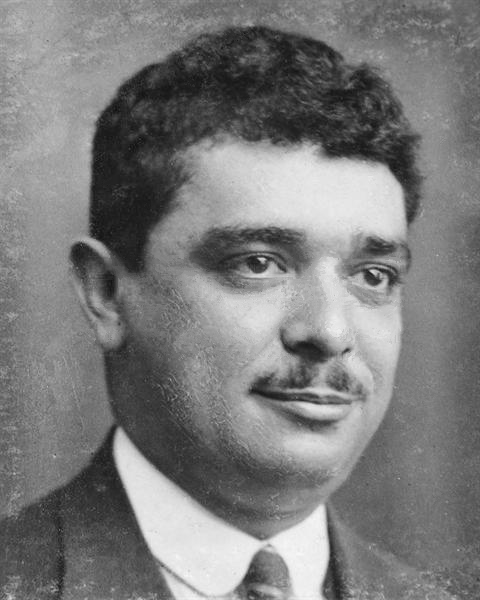
Francisco Pinto da Cunha Leal

Francisco Pinto da Cunha Leal (* 22. August 1888 in Pedrógão de São Pedro; † 26. April 1970 in Lissabon) war ein portugiesischer Politiker und Premierminister (Presidente do Conselho de Ministros) während der Ersten Republik.

## Leben

### Militärische und berufliche Laufbahn
Nach der Schulausbildung absolvierte er eine militärische Laufbahn. Als Leutnant des Ingenieurkorps wurde er in der damaligen Kolonie Angola eingesetzt, wo er später Direktor der Eisenbahngesellschaft (Companhia dos Caminhos de Ferro Portugueses) war. Nach seiner Rückkehr nach Portugal diente er während des Ersten Weltkrieges als Offizier des Expeditionskorps in Frankreich. Allerdings fand er trotz seines Offizierspatents keine Verwendung an der Front, sondern wurde stattdessen im Range eines Hauptmanns zum Generaldirektor des Transportwesens ernannt.

### Aufstieg zum Premierminister der Ersten Republik
Nach dem Ersten Weltkrieg begann er dann eine politische Laufbahn als Mitglied der im Oktober 1917 von António Caetano de Abreu Freire Egas Moniz gegründeten Partido Centrista Republicano. Als Unterstützer von Sidónio Pais wurde er dann bereits 1919 zum Deputierten des Parlaments (Assembleia da República) gewählt, wo er bis 1922 zunächst die Provinz Angola, anschließend den Wahlkreis Chaves und später 1925 den Wahlkreis von Vila Real vertrat. Wenige Monate später nahm er im Januar 1919 an der Revolte von Santarém gegen die Regierung von João Tamagnini de Sousa Barbosa teil, dem die Unterstützung der durch die Gründung der Ersten Republik am 6. Oktober 1910 abgeschafften Monarchie vorgeworfen wurde.
Am 20. November 1920 wurde er dann von Álvaro de Castro zum Finanzminister in dessen Kabinett berufen und behielt dieses Amt in der zehn Tage später durch Liberato Ribeiro Pinto gebildeten Regierung bis zum Januar 1921. Im Anschluss daran wurde er Direktor des Journals O Popular.
Am 16. Dezember 1921 wurde er als Nachfolger von Carlos Maia Pinto Premierminister (Presidente do Conselho de Ministros). Nach knapp dreimonatiger Amtszeit übergab er dieses Amt dann jedoch am 7. Februar 1922 an António Maria da Silva. Zugleich übernahm er während seiner Regierungszeit auch das Amt des Innenministers. Seine Regierung, die sich aus Vertretern mehrerer Parteien zusammensetzte, war bemüht die revolutionäre Stimmung der Lissabonner Blutnacht (A Noite Sagrenta) vom 19. Oktober 1921 zu beenden, bei der in einem blutigen Aufstand die Regierung António Joaquim Granjo gestürzt und später zusammen mit anderen republikanischen Politikern wurde. Als ihm dieses nicht gelang, erbat er die Unterstützung der Republikanischen Nationalgarde (Guarda Nacional Republicana) und des Heeres (Exército Português) zur Herstellung der Sicherheit und Ordnung in Caxias sowie in Lissabon. Nachdem die Partido Democrático aus den Parlamentswahlen vom 29. Januar 1922 gestärkt hervorging, gelang ihm anschließend keine erneute Regierungsbildung.
Anschließend wurde er im März 1923 Direktor der Tageszeitung O Século. Am 15. November 1923 wurde er von Premierminister António Ginestal Machado zum Finanzminister in dessen bis zum 14. Dezember 1923 amtierenden Kabinett ernannt.
Pinto da Cunha Leal war dann von 1924 bis 1925 Rektor der Universität Coimbra. Am 19. April 1925 wurde er jedoch nach dem Putsch des Generals João José Sinel de Cordes verhaftet. Nachdem er kurze Zeit darauf entlassen worden war, gehörte er neben João Tamagnini de Sousa Barbosa im September 1925 zu den Verteidigern der Revolutionäre. Nach seinem Ausscheiden aus der Partido Nacionalista war er 1926 Gründer der União Liberal Republicana.

### Kritiker und Gegner von António de Oliveira Salazar
Nach dem Staatsstreich vom 28. Mai 1926 wurde er zum Vizegouverneur der Nationalen Überseebank (Banco Nacional Ultramarino) ernannt. Noch im gleichen Jahr wurde er Gouverneur der Zentralbank von Angola (Banco Central de Angola). In dieser Funktion, die er zwischen 1927 und 1930 erneut innehatte, bat er 1928 erfolglos Präsident António Óscar de Fragoso Carmona die Ernennung von António de Oliveira Salazar zum Finanzminister zu überdenken. Insbesondere übte er 1930 öffentliche Kritik an Salazars Finanz- und Haushaltspolitik und deren Auswirkungen auf die Kolonie Angola. Wegen dieser Kritik wurde er fünfzehn Tage später entlassen und verhaftet sowie im Mai 1930 wegen Verrats der Regierung angeklagt. Im November 1930 erfolgte dann seine Deportation auf die Azoren, von denen er erst Ende 1932 im Rahmen einer Amnestie nach Lissabon zurückkehrte.
Zwischen 1934 und 1935 war er Direktor der Versicherungsgesellschaft Vida Contemporânea, ehe 1935 erneut seine Deportation folgte. In den folgenden Jahren wurde er zu einem klaren Gegner des von Salazar gegründeten Neuen Staates (Estado Novo).
Nach dem Zweiten Weltkrieg war er erfolgloser Kandidat der Bewegung der Vereinigten Demokratie (Movimento de Unidade Democrática) für die Parlamentswahl am 18. November 1945, in der er sich für die Unabhängigkeit Angolas einsetzte. Zwei Tage vor der Wahlprüfung übte er erneut massive Kritik an dem diktatorisch regierenden Salazar. 1949 sowie 1953 war er erneut erfolgloser Kandidat der Opposition für die Wahlen zur Assembleia da República. 1950 gehörte er neben António Sérgio, Jaime Cortesão und Mário Azevedo Gomes zu den Gründern des Oppositionsbündnisses Directório Democrato-Social.
1951 trat er noch einmal öffentlich in Erscheinung, als er neben Henrique Galvão die erfolglose Präsidentschaftskandidatur von Quintão de Meireles gegen Francisco Craveiro Lopes unterstützte.